# Сихапахо
Сихапахо, също и Сисипахо (на английски: Sihapahaw) е малко северноамериканско индианско племе, което в началото на 18 век живее на река Хау в Северна Каролина. Често това племе е изброявано като част от племето шакори и заради това учените предполагат, че езикът им е сиукски.
Сихапахо вероятно са идентични със „Сухпа“, което Хуан Пардо посещава през 1569 г. Джон Лоусън споменава селото им на река Хау, близо до сливането и с река Диип във връзка с пътуванията си в Каролина през 1701 г., но не ги посещава. През 1715 г. сихапахо се присъединяват към анти колониалния съюз на племената в региона и взимат дейно участие във Войната ямаси. Силно пострадали, след нея племето изчезва и не се споменава повече. Вероятно се сливат с катоба заедно с остатъци от други племена.